# 李道古
李道古（768年—820年10月13日），陇西成纪人。唐朝曹成王李臯之子，有兄李象古。
贞元五年（789年），舉進士。献《文舆》三十卷，授校书郎，集贤院学士。累迁宗正丞。贞元十一年（795年），鄂岳观察使柳公绰久任無功，以道古代之。唐顺宗永贞元年（805），任司门员外郎。元和十三年（818年），與皇甫鎛荐方士柳泌，制“长生药”，以求宠信。唐宪宗暴卒，貶循州司馬，卒。
元配蓬山令韦士佺女韦修，生子李纮，为进士学；女李贡，嫁崔氏。次配京兆尹崔昭女崔药，生李绰、李绍、李绾，女李会，嫁郑季毗。遗孀光禄卿韦光宪女，无子。因李象古无子，李道古子李缜虔出继李象古。李道古子李绛嗣曹王。李绛还有胞弟李绅。